# ペピン郡 (ウィスコンシン州)
ペピン郡（英: Pepin County）は、アメリカ合衆国ウィスコンシン州の西部に位置する郡である。2010年国勢調査での人口は7,469人であり、2000年の7,213人から3.5%増加した。オゾーキー郡と並んで州内では面積最少の郡である。郡庁所在地はデュランド市（人口1,931人）であり、同郡で人口最大の都市でもある。
ペピン郡は作家ローラ・インガルス・ワイルダーの出生地である。

## 歴史
ペピン郡は1858年にダン郡から分離して設立された。郡名はフランス人コンキスタドール、ピエールとジャン・ペピン・ドゥ・シャルドネに因んで名付けられた。

## 地理
アメリカ合衆国国勢調査局に拠れば、郡域全面積は249平方マイル (640 km2)であり、このうち陸地232平方マイル (600 km2)、水域は16平方マイル (41 km2)で水域率は6.59%である。

### 主要高規格道路
| - アメリカ国道10号線 - ウィスコンシン州道85号線 - ウィスコンシン州道35号線 - ウィスコンシン州道25号線 |

### 隣接する郡
- ピアース郡 - 北西
- ダン郡 - 北
- オークレア郡 - 東
- バッファロー郡 - 南
- ワバシャ郡 (ミネソタ州) - 南西
- グッドヒュー郡 (ミネソタ州) - 西

## 政治
| 年     | 共和党       | 民主党       |
| ------ | ------------ | ------------ |
| 2008年 | 42.85% 1,616 | 55.74% 2,102 |
| 2004年 | 45.57% 1,853 | 53.64% 2,181 |
| 2000年 | 44.51% 1,631 | 50.6% 1,854  |

ペピン郡は民主党寄りの郡であり、アメリカ合衆国大統領選挙で共和党候補が郡を制したのは、1972年に現職のリチャード・ニクソンが民主党のジョージ・マクガヴァンを破ったのが最後になっている。

## 人口動態

2000人口ピラミッド

以下は2000年国勢調査による人口統計データである。
| 基礎データ - 人口: 7,213人 - 世帯数: 2,759 世帯 - 家族数: 1,934 家族 - 人口密度: 12人/km2（31人/mi2） - 住居数: 3,036軒 - 住居密度: 5軒/km2（13軒/mi2） 人種別人口構成 - 白人: 98.90% - アフリカン・アメリカン: 0.08% - ネイティブ・アメリカン: 0.19% - アジア人: 0.21% - 太平洋諸島系: 0.04% - その他の人種: 0.08% - 混血: 0.49% - ヒスパニック・ラテン系: 0.35% 先祖による構成 - ドイツ系：41.6% - ノルウェー系：13.5% - オーストリア系：9.9% - スウェーデン系：6.8% 言語による構成 - 英語：95.2% - ドイツ語：3.4% | 年齢別人口構成 - 18歳未満: 26.5% - 18-24歳: 7.9% - 25-44歳: 25.9% - 45-64歳: 22.8% - 65歳以上: 16.8% - 年齢の中央値: 39歳 - 性比（女性100人あたり男性の人口） - 総人口: 101.1 - 18歳以上: 100.2 世帯と家族（対世帯数） - 18歳未満の子供がいる: 32.4% - 結婚・同居している夫婦: 59.9% - 未婚・離婚・死別女性が世帯主: 6.8% - 非家族世帯: 29.9% - 単身世帯: 26.1% - 65歳以上の老人1人暮らし: 13.6% - 平均構成人数 - 世帯: 2.57人 - 家族: 3.13人 |

## 郡政委員会
ペピン郡の郡政委員会は12の選挙区から選ばれた委員で構成され、議長は互選で選ばれている。

## 都市と町
| 都市                      | 村                        | 町 | 未編入の町 |
| ------------------------- | ------------------------- | --- | --- |
| - デュランド - 郡庁所在地 | - ペピン - ストックホルム | - オルバニー - デュランド町 - フランクフォート - リマ - ペピン町 - ストックホルム町 - ウォータービル - ウォービーク | - アーカンソー - バリーコーナー - デビルスコーナー - エラ - ホーキンスコーナー - レイクポート - リマ - ランド - ポーキュパイン - タラント |